# Свети Никола (Требенища)
Вижте пояснителната страница за други значения на Свети Никола.
„Свети Никола“ (на македонска литературна норма: „Свети Никола“) е православна църква, разположена в охридското село Требенища, Северна Македония.
Църквата е централен гробищен храм на селото и е изградена в 1942 година, а изписана в 1944 година. Иконите на иконостаса са дело на иконописеца Доне Доневски. Църквата „Света Неделя“ е изградена и осветена на 16 юли 1995 година от митрополит Тимотей Дебърско-Кичевски. Проектът за църквата е изработен от архитекта Тодор Паскали от Охрид, докато фреските са дело на Драган Ристески от Охрид.